# فاضل نجف‌اف
فاضل نجف‌اف (ترکی آذربایجانی: Fazil İmamverdi oğlu Nəcəfov; ۱۶ فوریهٔ ۱۹۳۵ – ۱۱ ژوئیهٔ ۲۰۲۳) مجسمه‌ساز و نقاش آذربایجانی بود. وی دریافت کننده عنوان افتخار نقاش خلق آذربایجان در سال ۲۰۰۲ و یکی از بانیان سبک آوانگارد در هنر مجسمه‌سازی آذربایجانی بود.

## زندگی
فاضل نجف‌اف در سال ۱۹۳۵ در شهر باکو چشم به جهان گشود. در سال ۱۹۵۵ از مدرسه عالی نقاشی عظیم عظیم‌زاده فارغ‌التحصیل شد. وی دانش‌آموخته مدرسه نقاشی، مجسمه‌سازی و معماری مسکو در سال ۱۹۶۱ بود. مجسمه‌ای که با عنوان «توضیح» ساخته بود در کنار اثر بعدی‌اش موسوم به «قیلمان» از دهه ۱۹۶۰ در نمایشگاه‌ها در دید عموم قرار می‌گرفت و مورد توجه طیف گسترده‌ای از بازدیدکنندگان واقع می‌شد.
در سال ۲۰۱۴، فاضل نجف‌اف مجسمه قارا قارایف، آهنگساز شهیر آذربایجانی، را ساخت که در مرکز شهر باکو نصب شد. امروزه آثار فاضل نجف‌اف بخش بزرگی از کلکسیون موزه هنرهای مدرن باکو را تشکیل می‌دهد. در ماه ژانویه سال ۲۰۱۹ از فیلمی مستند با عنوان «سنگ‌های مشرف بر آسمان» که به آثار فاضل نجف‌اف اختصاص یافته بود، رونمایی شد.
فاضل نجف‌اف در ۱۱ ژوئیه سال ۲۰۲۳ و در سن ۸۸ سالگی درگذشت.

## جوایز
- نقاش افتخار آذربایجان شوروی- ۷ ماه مه سال ۱۹۸۸
- نقاش خلق جمهوری آذربایجان- ۳۰ ماه مه سال ۲۰۲۲[۶]
- نشان شهرت- ۱۵ ماه فوریه سال ۲۰۲۰[۷]